# Bois puant
Foetidia mauritiana
Pour les articles homonymes, voir Bois-puant.
Cet article concerne un arbre endémique de La Réunion et de Maurice. Pour l'arbuste d'Europe et d'Asie de l'Ouest, voir Cornouiller sanguin.
Espèce
Le Bois puant (Foetidia mauritiana) est une espèce de plantes à fleurs du genre Foetidia de la famille des Lecythidaceae, endémique des Mascareignes. À La Réunion, c'est une espèce protégée par arrêté ministériel du 8 février 1987.

## Description
Le Bois puant est appelé ainsi car ses parties contiennent une huile résineuse malodorante, surtout quand il est sec et scié. Son odeur fétide repousse les insectes.
Son stipe droit peut atteindre 15 à 20 mètres de hauteur[réf. nécessaire]. Son écorce est grise et rugueuse. Ses feuilles sont rugueuses, simples, entières, alternes, d'un vert brillant. Les feuilles les plus jeunes sont étroites avec une nervure rouge au milieu.
Le bois puant fleurit de décembre à février. Ses fleurs sont blanches avec de nombreuses étamines. Ses fruits sont drupacés, durs et lignifiés.

## Usage et habitat
Le bois puant était utilisé pour la construction, étant imputrescible. Il est devenu rare à la Réunion, son environnement naturel se trouve dans la forêt sèche. On peut observer des exemplaires au jardin botanique de Pamplemousses à Maurice et au conservatoire botanique national de Mascarin à La Réunion.

## Liste des variétés
Selon Tropicos (14 juillet 2014) :
- variété Foetidia mauritiana var. elongata R. Knuth